# Bill Crider
Allen Billy Crider, dit Bill Crider, né le 28 juillet 1941 à Mexia au Texas et mort le 12 février 2018, est un écrivain américain, auteur de roman policier, de roman d'horreur, de roman western et de littérature d'enfance et de jeunesse.

## Biographie
Bill Crider obtient une maîtrise de l'université de North Texas. Il enseigne pendant douze ans avant d'entreprendre un doctorat à l'université du Texas à Austin. Sa thèse, qui est acceptée, a pour sujet le roman noir. Il retourne ensuite à l'enseignement avant de prendre sa retraite en 2003 pour se consacrer entièrement à l'écriture.
En 1986, il publie son premier roman, Too Late to Die et est lauréat du prix Anthony 1987 du meilleur premier roman. Ce titre amorce une série policière ayant pour héros Dan Rhodes, un shérif d'une petite ville du Texas qui, en marge de ses enquêtes où perce son indéniable sens de l'humour, s'occupe avec un soin maniaque de sa collection de cartes de baseball.

## Œuvre

### Romans signés Bill Crider

#### SérieDan Rhodes
- Too Late to Die (1986)
- Shotgun Saturday Night (1987)
- Cursed to Death (1988)
- Death on the Move (1989)
- Evil at the Root (1990)
- Booked for a Hanging (1992)
- Murder Most Fowl (1994)
- Winning Can Be Murder (1996)
- Death By Accident (1998)
- A Ghost of a Chance (2000)
- A Romantic Way to Die (2001)
- Red, White, and Blue Murder (2003)
- A Mammoth Murder (2006)
- Murder Among the O.W.L.S. (2007)
- Of All Sad Words (2008)
- Murder in Four Parts (2009)
- Murder in the Air (2010)
- The Wild Hog Murders (2011)
- Murder of a Beauty Shop Queen (2012)
- The Blacklin County Files (2012) (coécrit avec Judy Crider)
- Compound Murder (2013)
- Half in Love with Artful Death (2014)
- Between the Living and the Dead (2015)
- Survivors Will Be Shot Again (2016)
- Dead, To Begin With (2017)
- That Old Scoundrel Death (2019)

#### SérieCarl Burns
- One Dead Dean (1988)
- Dying Voices (1989)
- A Dangerous Thing (1994)
- Dead Soldiers (2004)

#### SérieTruman Smith
- Dead On the Island (1991)
- Gator Kill (1992)
- When Old Men Die (1994)
- The Prairie Chicken Kill (1996)
- Murder Takes a Break (1997)

#### SérieMike Gonzo
- Mike Gonzo and the Sewer Monster (1996)
- Mike Gonzo and the Almost Invisible Man (1996)
- Mike Gonzo and the UFO Terror (1997)

#### SérieEllie Taine
- Outrage at Blanco (1998)
- Texas Vigilante (1999)

#### SérieSally Good
- Murder Is an Art (1999)
- A Knife in the Back (2002)
- A Bond with Death (2004)

#### SérieHumphrey Bogart
- We'll Always Have Murder (2003)

#### Autres romans
- Ryan Rides Back (1988)
- Galveston Gunman (1989)
- A Time for Hanging (1990)
- A Vampire Named Fred (1990)
- Blood Marks (1991)
- The Texas Capitol Murders (1992)
- The Girl Who Wanted to Be Sherlock Holmes (2011)

### Roman signé Nick Carter

#### SérieKillmaster
- The Coyote Connection (1981)

### Romans signés Jack MacLane
- Keepers of the Beast (1988)
- Goodnight Moon (1988)
- Goodnight Moom (1989)
- Blood Dreams (1989)
- Rest in Peace (1990)
- Just Before Dark (1990)

### Roman signé Jack Buchanan
- Miami War Zone (1988)

### Romans coécrit avec Willard Scott

#### SérieStanley Waters
- Murder Under Blue Skies (1998)
- Murder in the Mist (1998)

### Romans coécrit avec Clyde Wilson

#### SérieTed Stephens
- Houston Homicide (2007)
- Mississippi Vivian (2010)

### Novellas
- My Heart Cries for You (1992)
- Death's Brother (2011)
- What a Croc! (2011)
- A Werewolf Named Wayne (2011)
- Among the Anthropophagai! (2013)
- Piano Man (2014)

### Nouvelles
- But I Feel the Bright Eyes... (1994)
- King of the Night (1995)
- The Nighttime Is the Right Time (1995)
- The Captive Soul (1996)
- The Ghost and Mr Truman (1996)
- The New Black Cat Publié en français sous le titre Le Nouveau Chat noir, dans l'anthologie La Griffe du chat, Paris, Payot & Rivages, coll. « Rivages/Mystère » no 28 (1998)  (ISBN 2-7436-0320-8), réédition France Loisirs (2000)  (ISBN 2-7441-3802-9)
- Cap'n Bob and Gus Publié en français sous le titre Cap' taine Bob et Gus, dans l'anthologie Petits Meurtres entre chats à Hollywood, Paris, Joëlle Losfeld, coll. « Anthologie » (1999)  (ISBN 2-84412-014-8), réédition Le Grand Livre du mois (1999)  (ISBN 2-7028-3552-X)
- Tinseltown Follies of 1948 (1999)
- Chocolate Moose (2002), nouvelle coécrite avec Judy Crider

### Recueils de nouvelles
- The Nightime Is the Right Time (1991)
- I Am a Roving Gambler (2012)
- Raining Willie & Cranked (2012)

## Prix et distinctions
- Prix Anthony 1987 du meilleur premier roman pour Too Late to Die[3]
- Prix Anthony 2002 de la meilleure nouvelle pour Chocolate Moose[4]